# Palazzo Soldani
Palazzo Soldani è un edificio storico di Firenze, situato in via de' Neri 23, angolo via della Mosca.

## Storia e descrizione

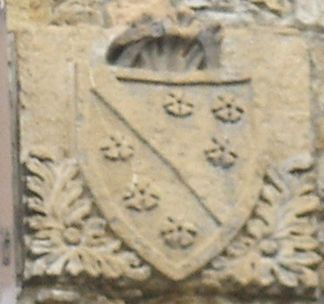
Lo stemma

Il palazzo, di solido impianto trecentesco, presenta ampie arcate a piano terreno che segnano sia il fronte principale sia quello su via della Mosca (in ambedue i casi oggi adattate a mostre di esercizi commerciali). Da tempo remoto appartenuto alla famiglia Soldani, nel 1437 ospitò uno dei primi Monti di Pietà per i prestiti agli indigenti. La sua storia è stata così ricostruita da Marcello Jacorossi (Palazzi 1972): "Nel 1480 era in rovina. Fu restaurato e abitato dalla famiglia Soldani fino al 1674, quando, morendo monsignor Filippo del Senatore Jacopo, vescovo di Fiesole, sarebbe dovuto andare, per testamento di Filippo, ai Panciatichi e ai Macinghi. Ma in forza di un testamento del 1358 di Stoldo Soldani, il palazzo andò ai Capitani del Bigallo e della Misericordia, che lo dettero a livello ai Bagnesi".
Tra gli episodi legati alla storia più recente si segnala l'integrale restauro della facciata nel 1908, che su via della Mosca ha previsto l'ampliamento, seppure in pietra artificiale su laterizio, del parato a bugnato che, probabilmente, si estendeva originariamente su questo lato per una porzione molto più limitata. Nell'ampio androne sono state riportate a vista, in un più recente intervento, due pilastri trecenteschi.
Tra il novembre 2009 e l'agosto 2010 ambedue i fronti sono stati interessati da un intervento di ripristino delle coperture e delle facciate, sicuramente improrogabile relativamente alla porzione di via della Mosca, già segnalata (Paolini 2008) come in pessime condizioni conservative probabilmente proprio a causa del materiale e delle tecniche impiegate nella finitura durante il già citato intervento novecentesco.
Sul fronte, tra il primo e il secondo ricorso, è uno scudo con l'arme della famiglia Soldani di Santa Croce, del gonfalone Lion nero (d'argento, alla banda diminuita di rosso, accostata da sei rose dello stesso ordinate tre per lato).
Il palazzo appare nell'elenco redatto nel 1901 dalla Direzione Generale delle Antichità e Belle Arti, quale edificio monumentale da considerare patrimonio artistico nazionale.